# Championnat de Tunisie masculin de volley-ball 1999-2000
Navigation
Saison précédente Saison suivante
Le championnat de Tunisie masculin de volley-ball 1999-2000 est la 45e édition à se tenir depuis 1956. Il est disputé par les dix meilleurs clubs en trois phases : une première phase de classement en aller et retour, une deuxième de play-off et play-out en aller et retour avec respectivement six et quatre clubs, et une troisième de super play-off entre les deux premiers du play-off.
L'Étoile sportive du Sahel, qui avait perdu le titre au cours de l'exercice précédent alors qu'elle avait survolé les deux premières phases, prend sa revanche sur son adversaire, l'Espérance sportive de Tunis, qui l'a battue largement en coupe de Tunisie (3-0). Les champions, dirigés par Mohamed Bahri Trabelsi et Lotfi Harzallah, sont Hichem Ben Romdhan, Noureddine Hfaiedh, Slim Chebbi, Chaker Ghezal, Tarek Sammari, Makrem Temimi, Walid Abbes, le Russe Antonov[Qui ?], Mohamed Chatbouri, Yousri Handous, Montassar Mtir, Khaled Maaref et Mokhles Bassou.
Les nouveaux promus, l'Étoile sportive de Radès et l'Union sportive des transports de Sfax, rétrogradent et sont remplacés par le Tunis Air Club, dirigé par Adel Rekaya, et le Club sportif de Hammam Lif qu'entraîne Naceur Ben Othman.

## Division nationale A

### Première phase
| Rang | Équipe                                | Points | Matchs | Victoires | Défaites | Sets pour | Sets contre |
| 1    | Espérance sportive de Tunis           | 35     | 18     | 17        | 1        | 53        | 14          |
| 2    | Étoile sportive du Sahel              | 33     | 18     | 15        | 3        | 50        | 19          |
| 3    | Club sportif sfaxien                  | 32     | 18     | 14        | 4        | 48        | 22          |
| 4    | Club olympique de Kélibia             | 30     | 18     | 12        | 6        | 43        | 27          |
| 5    | Saydia Sports                         | 27     | 18     | 9         | 9        | 32        | 34          |
| 6    | Club africain                         | 26     | 18     | 8         | 10       | 30        | 28          |
| 7    | Aigle sportif d'El Haouaria           | 25     | 18     | 7         | 11       | 29        | 38          |
| 8    | Union sportive de Carthage            | 22     | 18     | 4         | 14       | 22        | 47          |
| 9    | Étoile sportive de Radès              | 20     | 18     | 2         | 16       | 19        | 49          |
| 10   | Union sportive des transports de Sfax | 20     | 18     | 2         | 16       | 2         | 49          |

### Play-off
| Rang | Équipe                      | Points | Matchs | Victoires | Défaites | Sets pour | Sets contre |
| 1    | Étoile sportive du Sahel    | 19     | 10     | 9         | 1        | 27        | 7           |
| 2    | Espérance sportive de Tunis | 18     | 10     | 8         | 2        | 28        | 10          |
| 3    | Club sportif sfaxien        | 14     | 10     | 4         | 6        | 17        | 20          |
| 4    | Saydia Sports               | 14     | 10     | 4         | 6        | 17        | 23          |
| 5    | Club olympique de Kélibia   | 13     | 10     | 3         | 7        | 15        | 26          |
| 6    | Club africain               | 12     | 10     | 2         | 8        | 9         | 27          |

### Super play-off
- Espérance sportive de Tunis - Étoile sportive du Sahel : 1-3
- Étoile sportive du Sahel - Espérance sportive de Tunis : 3-0

### Play-out
Les deux derniers rétrogradent en division nationale B.
| Rang | Équipe                                | Points | Matchs | Victoires | Défaites | Sets pour | Sets contre |
| 1    | Union sportive de Carthage            | 11     | 6      | 5         | 1        | 16        | 9           |
| 2    | Aigle sportif d'El Haouaria           | 10     | 6      | 4         | 2        | 16        | 8           |
| 3    | Union sportive des transports de Sfax | 8      | 6      | 2         | 4        | 9         | 12          |
| 4    | Étoile sportive de Radès              | 5      | 6      | 1         | 5 (2F)   | 5         | 17          |

## Division nationale B
Huit clubs participent à cette compétition. Les quatre premiers se qualifient au play-off.

### Première phase
- 1er : Tunis Air Club : 28 points
- 2e : Club sportif de Hammam Lif : 26 points
- 3e : Union sportive monastirienne : 22 points
- 4e : Avenir sportif de La Marsa : 21 points
- 5e : Étoile olympique La Goulette Kram : 20 points
- 6e : Zitouna Sports : 18 points
- 7e : Fatah Hammam El Ghezaz : 18 points
- 8e : Mouloudia Sport de Bousalem : 14 points

### Play-off
Les deux premiers montent en division nationale A.
- 1er : Tunis Air Club
- 2e : Club sportif de Hammam Lif
- 3e : Avenir sportif de La Marsa
- 4e : Union sportive monastirienne